# BAIC Motor
La BAIC Motor, chiamata anche Beijing Automotive, è una casa automobilistica cinese fondata nel 1958 con sede a Pechino, quotata alla Borsa di Hong Kong e facente parte del BAIC Group.

## Storia
Nel 2002, insieme con la Hyundai Motor Company, ha costituito la Beijing Hyundai, una joint-venture automobilistica con sede a Shunyi, che costruisce i modelli Hyundai per il mercato cinese. Successivamente ha fondato insieme alla Mercedes-Benz Group, la joint venture Beijing Benz (ufficialmente Beijing Benz Automotive Co), una società che produce le Mercedes per il mercato autoctono. La partnership con il costruttore tedesco si è intensificata nel 2007, quando i due costruttori hanno creato la joint venture Fujian Benz, un'azienda produttrice di veicoli commerciali leggeri con sede a Fuzhou e di proprietà della Daimler Vans Hong Kong Limited (joint venture tra il Gruppo Mercedes-Benz e la China Motor Corporation di Taiwan), BAIC Motor (35%) e Fujian Motor Industry Group (15%).

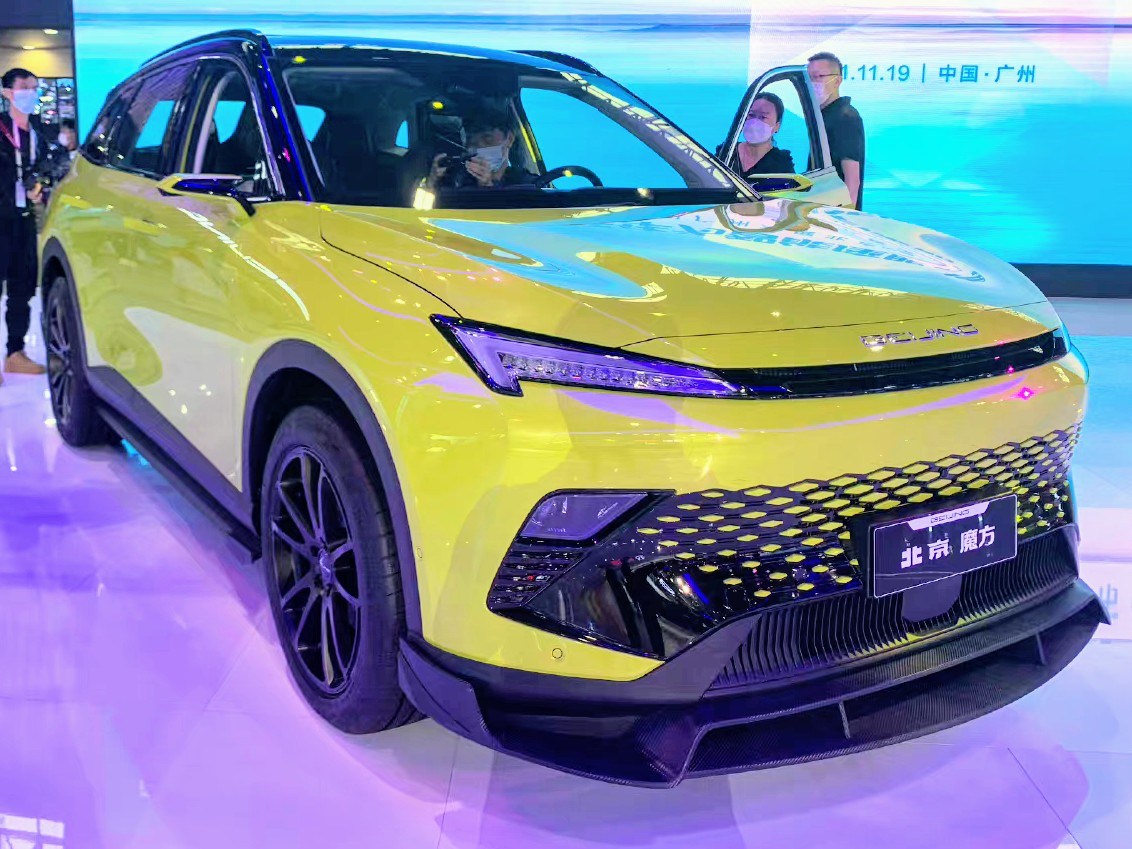
Beijing X6

L'azienda nel 2010 è stata incorporata nel BAIC Group, venendo nel dicembre 2014 quotata in borsa.
Nel marzo 2015 ha stipulato un accordo di partnership con la Daimler, acquisendo una partecipazione del 35% della Mercedes-Benz Leasing, una società di leasing costituita dal produttore tedesco in Cina.

## Modelli

### Beijing
- Beijing U5
- Beijing U7
- Beijing X3
- Beijing X5
- Beijing X6 (Beijing Mofang)
- Beijing X7
- Beijing EU5
- Beijing EU260
- Beijing EX360
- Beijing EX3
- Beijing EX5
- Beijing EC3
- Beijing EC5
- Beijing EC220

### BAIC
- BAIC BJ30 (BAIC BJ20)
- BAIC BJ40 (BJ40 Plus/BJ40L)
- BAIC BJ60
- BAIC BJ80
- BAIC BJ90